# Burnside, Arizona
Burnside är en ort i Apache County i delstaten Arizona, USA.